# Oktanol
Oktanol – organiczny związek chemiczny z grupy alkoholi, zawierający 8 atomów węgla. W normalnych warunkach jest on cieczą o nieprzyjemnym zapachu. Nie rozpuszcza się w wodzie, podobnie jak inne alkohole cięższe od butanolu (o większej liczbie atomów węgla).

## Użycie
Oktanol stanowi wzorzec używany do badania lipofilowości, wyznaczanej jako współczynnik podziału między wodą a oktanolem. Wartość tego współczynnika może być używana do określenia zdolności do bioakumulacji substancji w ekosystemie. Jest badany jako środek zapobiegający drżeniu mimowolnemu. Estry oktanolu stosowane są jako środki zapachowe.